# 1162 w polityce
Wydarzenia polityczne w 1162 roku.

## Wydarzenia
- Jaksa z Miechowa pielgrzymował do Jerozolimy[1].
- Mediolan skapitulował przed Fryderykiem Rudobrodym, miasto splądrowano i zburzono[1][2][3][4].

## Zmarli
- 7 lipca Haakon II Barczysty (zginął w pod Sekken)[5].